# Born into This
Born Into This es el octavo disco de estudio de la banda inglesa de hard rock The Cult, lanzado el 1 de octubre de 2007. Fue el primer disco de la banda con la discográfica Roadrunner Records. Fue grabado en los estudios Britannia Row en Londres.

## Lista de canciones
Todas las canciones fueron escritas por Ian Astbury y Billy Duffy.
1. "Born Into This" – 4:04
2. "Citizens" – 4:32
3. "Diamonds" – 4:06
4. "Dirty Little Rockstar" – 3:40
5. "Holy Mountain" – 3:42
6. "I Assassin" – 4:13
7. "Illuminated" – 4:07
8. "Tiger in the Sun" – 5:09
9. "Savages" – 3:54
10. "Sound of Destruction" – 3:30

## Créditos
- Ian Astbury - voz
- Billy Duffy - guitarra
- Chris Wyse - bajo
- John Tempesta - batería